# Axumawit Embaye
Axumawit Alem Embaye (* 18. Oktober 1994) ist eine äthiopische Mittel- und Langstreckenläuferin, die sich auf den 1500-Meter-Lauf spezialisiert hat.

## Sportliche Laufbahn
Erste internationale Erfahrungen sammelte Axumawit Embaye im Jahr 2012, als sie bei den Juniorenweltmeisterschaften in Barcelona in 4:12,92 min den siebten Platz über 1500 Meter belegte. 2014 startete sie bei den Hallenweltmeisterschaften in Sopot und gewann dort in 4:07,12 min die Silbermedaille hinter der Schwedin Abeba Aregawi. Im Juli wurde sie beim British Athletics Grand Prix in Glasgow in 4:02,78 min Dritte und anschließend belegte sie bei den Afrikameisterschaften in Marrakesch in 4:13,27 min den vierten Platz. 2016 wurde sie bei den Hallenweltmeisterschaften in Portland in 4:09,37 min Vierte und 2019 nahm sie an den Weltmeisterschaften in Doha teil, schied dort aber mit 4:08,56 min im Vorlauf aus. Acht Jahre nach ihrer ersten Medaille bei Hallenweltmeisterschaften konnte Embaye bei den Hallenweltmeisterschaften 2022 in Belgrad in 4:02,29 min erneut die Silbermedaille, diesmal hinter ihrer Landsfrau Gudaf Tsegay gewinnen.
2012 wurde Embaye äthiopische Meisterin im 1500-Meter-Lauf.

## Persönliche Bestzeiten
- 1500 Meter: 3:59,02 min, 16. Juni 2019 in Rabat
  - 1500 Meter (Halle): 4:02,12 min, 28. Januar 2022 in Karlsruhe
- 1 Meile: 4:18,58 min, 12. Juli 2019 in Monaco
  - 1 Meile (Halle): 4:23,50 min, 21. Februar 2015 in Birmingham
- 3000 Meter: 8:43,83 min, 4. September 2018 in Zagreb
  - 3000 Meter (Halle): 8:49,52 min, 4. Februar 2017 in Karlsruhe